# Stars and Stripes Vol. 1
Stars and Stripes Vol. 1 é o é o vigésimo oitavo álbum de estúdio da banda de rock norte-americana The Beach Boys. Lançado em 1996, é um disco com participação de vários artistas da música country.
Em 1996, os Beach Boys fizeram junto com  Ricky Van Shelton, uma regravação de "Fun, fun fun", que foi um hit Top 30 no Reino Unido e lançaram seu último álbum: Stars and Stripes Vol. 1, com versões country de seus grandes sucessos cantadas por artistas do gênero.
O álbum saiu de catálogo há alguns anos, mas foi relançado em CD em Maio de 2008.

## História
O álbum contém novas gravações de vários sucessos do grupo com alguns artistas dos Estados Unidos como convidados. Em meados da década de 1990, os Beach Boys voltaram a desfrutar de popularidade em seu país, voltando a bater recordes de vendas, e, após as vendas extremamente pobres do álbum anterior, Summer in Paradise, esperava-se um projeto para reviver suas fortunas comerciais.
Brian Wilson, na época recém-casado e em seu melhor estado mental em muitos anos, foi convencido a voltar a se juntar ao grupo e atuar como co-produtor. Foi a última gravação do grupo com Brian, Carl Wilson e Al Jardine, tornando Stars and Stripes Vol. 1 o último álbum de estúdio dos Beach Boys com Carl. Mike Love e Bruce Johnston continuam em turnê como Beach Boys Band e chegaram a lançar um disco de regravações usando seus nomes, juntamente com David Marks, guitarrista dos 4 primeiros discos e que voltou brevemente de 1997 a 1999. 
A maioria dos convidados não eram superstars no país, apesar de Toby Keith, desde então, ter virado um. Willie Nelson foi o nome mais facilmente reconhecível entre eles, e Timothy B. Schmit era conhecido por sua participação na banda The Eagles. Tammy Wynette havia gravado uma versão de "In My Room" com Brian Wilson, mas esta versão foi guardada para o próximo álbum da série, Stars and Stripes Vol. 2, que nunca foi lançado.
Apesar de ter vendido bem melhor que Summer in Paradise e ter músicas no Top 30 do Reino Unido ("Fun, fun fun") e no Top 20 dos Estados Unidos ("I Can Hear Music", # 16), Stars and Stripes Vol. 1 não foi um grande sucesso e foi mal recebido pela crítica. Por conseguinte, os outros volumes da série foram abortados.

## Faixas
1. " Don't Worry Baby " ( Brian Wilson /Roger Christian) – 3:16
  - Lorrie Morgan
2. " Little Deuce Coupe " (Brian Wilson/Roger Christian) – 2:50
  - com James House
3. " 409 " (Brian Wilson/Mike Love/Gary Usher) – 2:20
  - com Junior Brown
4. "Long Tall Texan" (Henry Strzelecki) – 4:02
  - com Doug Supernaw
5. " I Get Around " (Brian Wilson/Mike Love) – 2:29
  - com Sawyer Brown
6. " Be True to Your School " (Brian Wilson/Mike Love) – 3:18
  - com Toby Keith
7. " Fun, Fun, Fun " (Brian Wilson/Mike Love) – 2:20
  - com Ricky Van Shelton
8. " Help Me, Rhonda " (Brian Wilson/Mike Love) – 3:10
  - com T. Graham Brown
9. " The Warmth of the Sun " (Brian Wilson/Mike Love) – 3:18
  - com Willie Nelson
10. " Sloop John B " (Trad. Arr. Brian Wilson) – 3:45
  - com Collin Raye
11. " I Can Hear Music " ( Jeff Barry /Ellie Greenwich/ Phil Spector ) – 3:14
  - com Kathy Troccoli
12. " Caroline, No " (Brian Wilson/Tony Asher) – 3:19
  - com Timothy B. Schmit